# Arrenga bleuet
Myophonus glaucinus
Espèce
Statut de conservation UICN

 LC  : Préoccupation mineure
L'Arrenga bleuet (Myophonus glaucinus) est une espèce d’oiseaux de la famille des Muscicapidae. D'après le Congrès ornithologique international, c'est une espèce monotypique.

## Répartition
Cet oiseau vit à Java et Bali.

## Systématique
Les travaux phylogéniques de Sangster et al. (2010) et Zuccon & Ericson (2010) montrent que son placement traditionnel dans la famille des Turdidae est erroné, et que cette espèce appartient en fait à la famille des Muscicapidae.
D'après le Congrès ornithologique international, c'est une espèce monotypique.